# 배변훈련

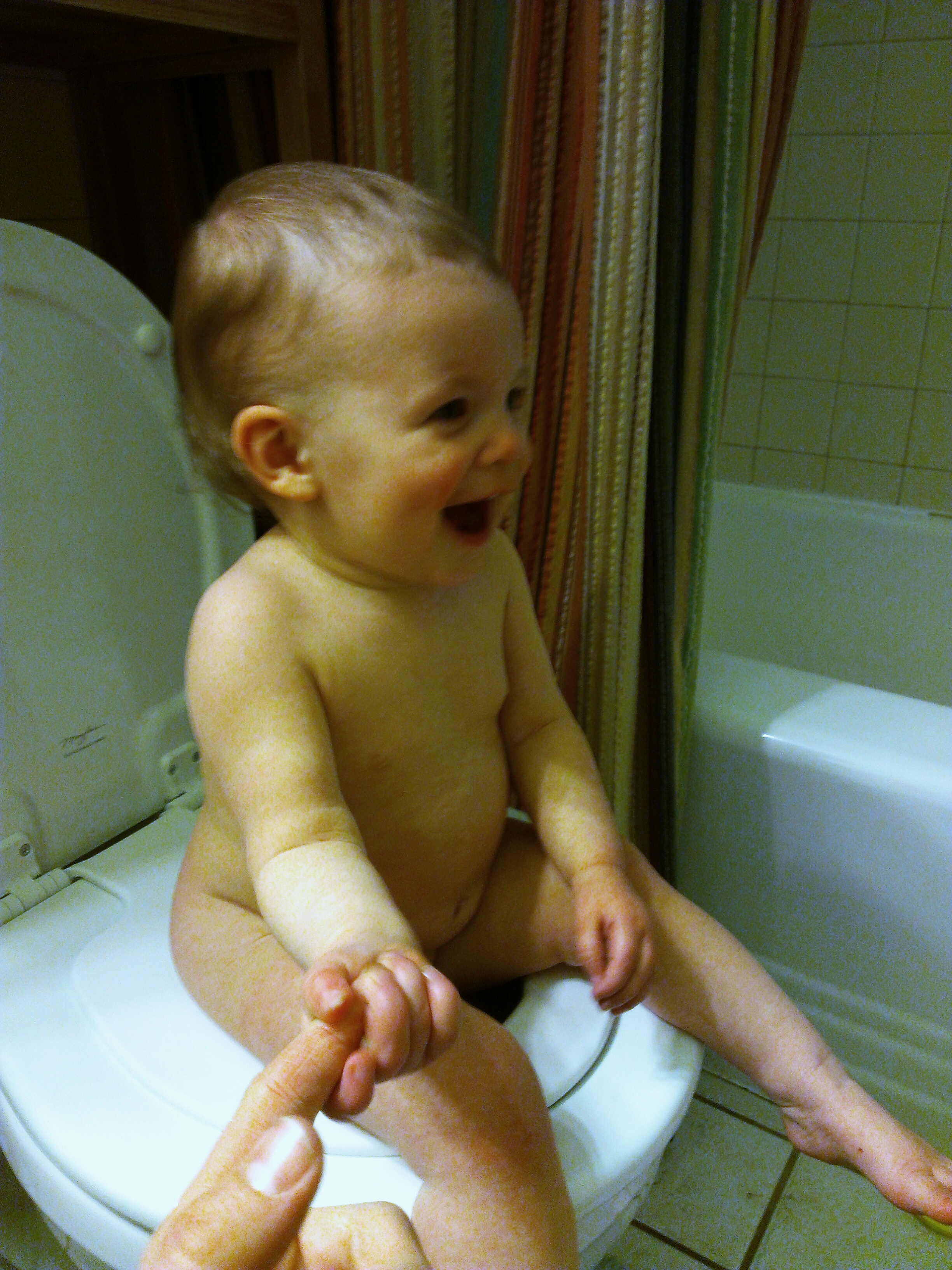
화장실에 앉아 있는 작은 어린 아이

배변훈련(排便訓練)은 배설에 관련된 변소 사용에 대한 훈련을 가리킨다. 유아에 대한 훈련, 애완 동물 등 동물에 대한 훈련 등이 있다.

## 같이 보기
- 풍차바지